# Fakulteta za gradbeništvo in arhitekturo v Nišu
Fakulteta za gradbeništvo in arhitekturo (izvirno srbsko Грађевинско-архитектонски факултет у Нишу), s sedežem v Nišu, je fakulteta, ki je članica Univerze v Nišu.